# Королевский астроном Шотландии

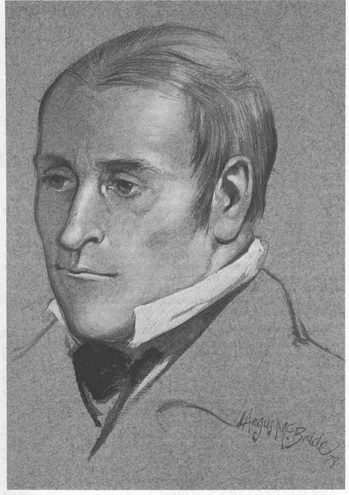
Томас Хендерсон, первый Королевский астроном Шотландии

Королевский астроном Шотландии (англ. Astronomer Royal for Scotland) — титул, введенный в 1834 году английским королём Вильгельмом IV для людей, занимавших пост директора Королевской обсерватории Эдинбурга.
В настоящее время это просто почётный титул.

## Список королевских астрономов Шотландии
- 1834—1844: Томас Джеймс Хендерсон
- 1846—1888: Чарлз Пьяцци Смит
- 1889—1905: Ральф Коупленд
- 1905—1910: Сэр Фрэнк Уотсон Дайсон
- 1910—1937: Ральф Аллен Сэмпсон
- 1938—1955: Уильям Майкл Герберт Грейвз
- 1957—1975: Герман Брюк
- 1975—1980: Винсент Картледж Реддиш
- 1980—1990: Малкольм Лонгейр
- 1991—1995: вакансия
- 1995—2019: Джон Кэмпбелл Браун
- 2019—2021: вакансия
- 2021 — н. в.: Кэтрин Хейманс